# Апостольский викариат Джиммы-Бонги

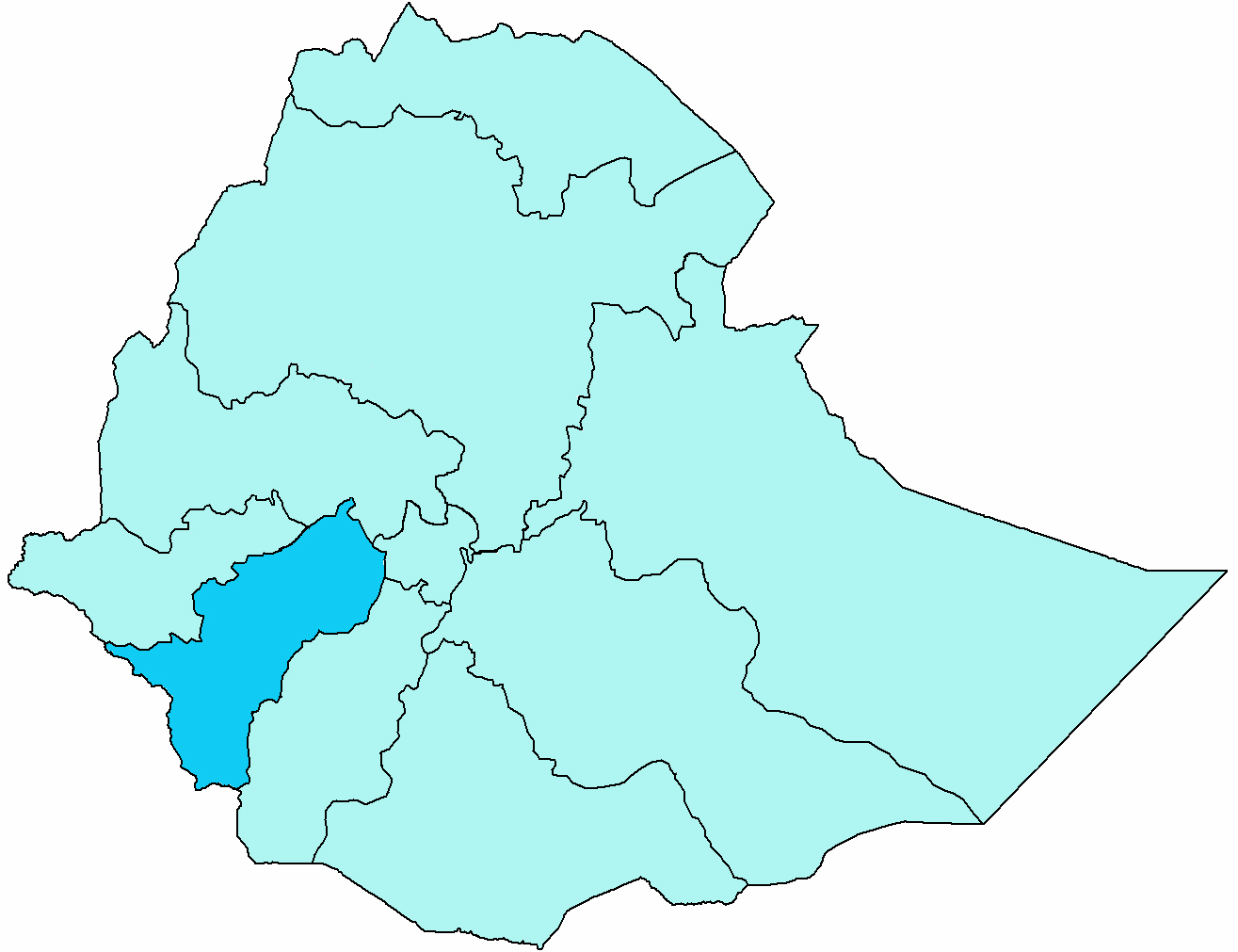
Карта апостольского викариата Джиммы-Бонги

Апостольский викариат Джиммы-Бонги (лат. Vicariatus Apostolicus Gimmaensis-Bonganus) — апостольский викариат Римско-Католической церкви с центром в городе Джимма, Эфиопия. Апостольский викариат Джиммы-Бонги распространяет свою юрисдикцию на часть территории региона Народов и народностей юга и Оромии. Апостольский викариат Джиммы-Бонги подчиняется непосредственно Святому Престолу. Кафедральным собором апостольского викариата Джиммы-Бонги является церковь Пресвятой Девы Марии.

## История
10 июня 1994 года Римский папа Иоанн Павел II издал буллу Ad expeditius, которой учредил апостольскую префектуру Джиммы-Бонги, выделив её из апостольского викариата Нэкэмтэ.
16 ноября 2000 года апостольская префектура Джиммы-Бонги передала часть своей территории для возведения новой апостольской префектуры Гамбелы (сегодня — Апостольский викариат Гамбелы).
5 декабря 2009 года Римский папа Бенедикт XVI издал буллу Cum in Apostolica, которой преобразовал апостольскую префектуру Джиммы-Бонги в апостольский викариат.
По состоянию на 2014 год в апостольском викариате насчитывается 23 священника, на одного священника приходится 1521 католик.

## Ординарии апостольского викариата
- Berhaneyesus Demerew Souraphiel (1994 — 7.11.1997);
- Theodorus van Ruyven (9.07.1998 — 23.07.2009);
- Markos Ghebremedhin (5.12.2009 — по настоящее время).

## Источник
- Annuario Pontificio, Libreria Editrice Vaticana, Città del Vaticano, 2003, ISBN 88-209-7422-3
- Булла Ad expeditius  (лат.)
- Булла Cum in Apostolica  (лат.)